# Хэддок, Марк
Марк Хэддок (англ. Mark Haddock, родился в 1968 году) — ольстерский лоялист, боевик Ольстерских добровольческих сил и информатор Королевской полиции Ольстера, который, согласно прессе, причастен к убийствам более чем 21 человека. Арестован в 2005 году полицией.

## Ранние годы
Марк Хэддок родился и вырос в квартале Маунт-Вернон Белфаста, где проживало довольно много протестантов по вероисповеданию и представителей рабочего класса. Учился в Лоувудской начальной школе (1973—1980) и Данламбертской средней школе для мальчиков (1980—1985).

## Ольстерские добровольческие силы
Хэддок командовал Маунт-Вернонской ячейкой Ольстерских добровольческих сил, руководя действиями своих подчинённых на заключительных этапах вооружённого противостояния в Северной Ирландии. Несмотря на то, что его имя часто упоминалось в газете Sunday World Мартина О'Хагана, он не представлял особого интереса для журналистов. 20 августа 2003 его фотография появилась на первой полосе газеты Belfast Telegraph, и там же была статья, в которой Хэддок представлялся как глава ячейки ольстерских лоялистов в Маунт-Верноне. В октябре 2005 года депутат парламента Ирландии Пэт Рэббит объявил Хэддока информатором специального отдела Королевской полиции Ольстера, обвинив в ряде убийств следующих лиц:
- Шэрон Маккенна (1993)
- Гарри Конви и Имон Фокс, строители (1994)
- Томас Шеппард, подозреваемый информатор (1996)
- Дэвид Дж. Темплтон[англ.], протестантский священник (1997)
- Билли Харбинсон (1997)
- Рэймонд Маккорд-младший (1997)
- Томми Инглиш[англ.], бывший командир Ассоциации обороны Ольстера (2000)
- Дэвид Грир (2000)

Обвинения Хэддока в работе на Королевскую полицию Ольстера поддержали газета Sunday World, правозащитник Рэймонд Маккорд, газеты Belfast Telegraph, The Independent и ольстерский телеканал UTV.

### Нападение на Тревора Гоуди
Сторож паба Тревор Гоуди стал объектом нападения в клубе в Монкстауне в декабре 2002 года после того, как успел перессориться с группой Хэддока в баре в Балликлэре. Ему нанесли многочисленные удары по голове железной балкой, тесаком и бейсбольной битой (что вылилось в открытую черепно-мозговую травму), а также множество колото-резаных ранений. Гоуди был без сознания, когда его обнаружила полиция. Хэддока обвинили в покушении на убийство, но 29 сентября 2006 его признали виновным только в незаконном заточении и нанесении тяжких телесных повреждений. 20 ноября 2006 Хэддок был приговорён к 10 годам тюрьмы как соучастник
Ещё во время расследования, 30 мая 2006 Хэддок, направлявшийся к северу от Белфаста в Ньютаунабби, был обстрелян неизвестными и ранен шесть раз. По этому делу был арестован 29-летний Рональд Тревор Боу (англ. Ronald Trevor Bowe) из Маунт-Вернон-Гарндес. Его арестовали и предъявили обвинение в покушении на убийство. Однако 22 ноября 2006 Хэддок решил забрать заявление из полиции, и Боу был освобождён.

## Команда исторических расследований

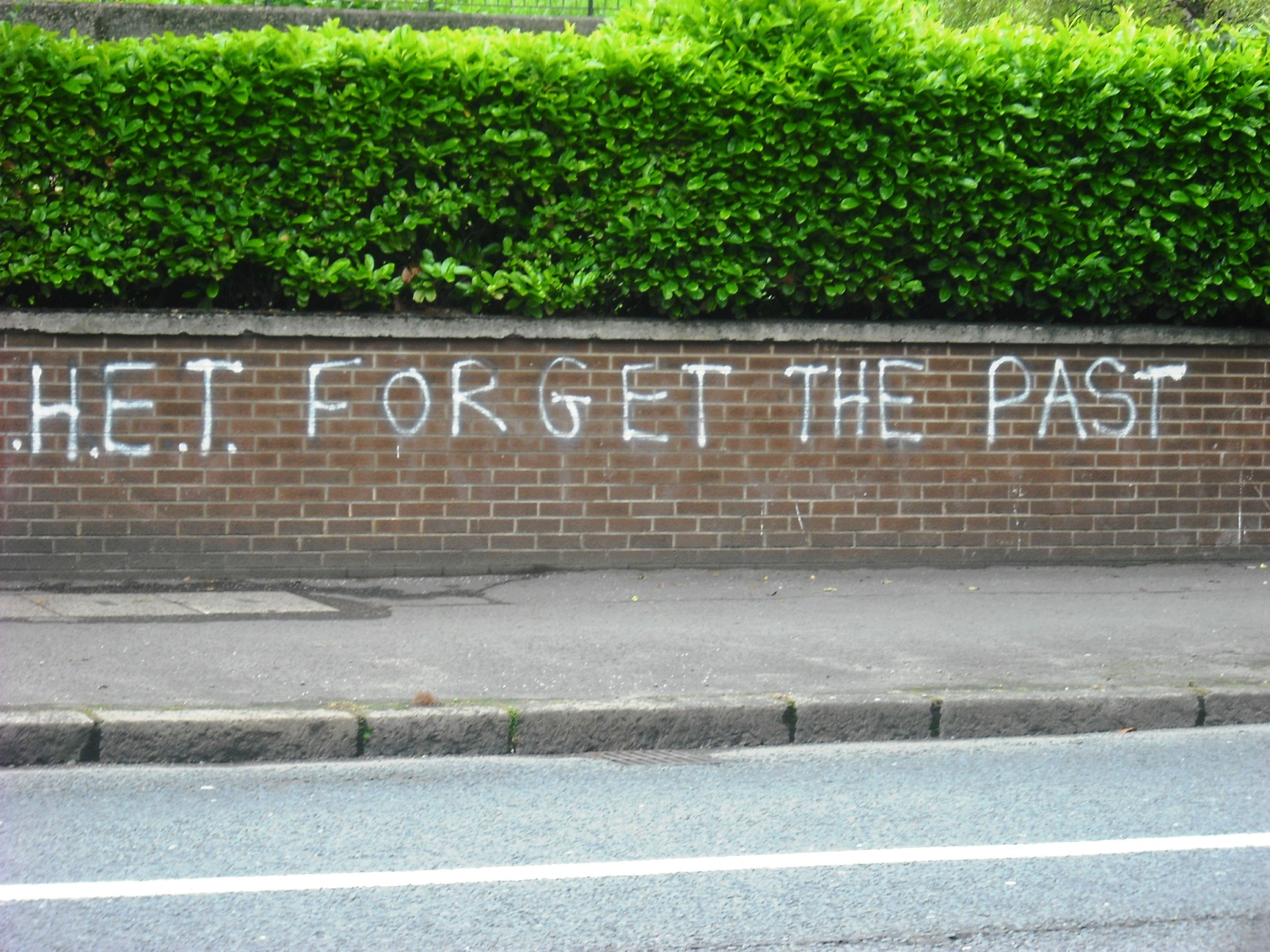
Граффити против Команды исторических расследований на стенах дома в Маунт-Верноне «Забудьте прошлое»

В январе 2009 года Хэддоку предъявили обвинения в убийстве лоялиста Томми Инглиша. 21 июля 2009 Хэддок был арестован офицерами Команды исторических расследований и отправлен на допрос по делам об убийствах 39-летнего Джона Харбинсона в мае 1997 года, Гарри Конви и Имона Фокса в мае 1994 года и Шерон Маккенна в январе 1993 года, а также серии вооружённых нападений и покушений. На следующий день ему предъявили обвинения в убийстве Харбинсона в 1997 году. Хэддок 23 июля 2009 в суде Белфаста сознался в убийстве, рассказав, что забил того до смерти в своём родном квартале, где орудовал со своим отрядом. 2 сентября 2011 Хэддок был помещён под стражу.
В феврале 2012 года суд вынес оправдательный приговор всем членам отряда Хэддока (за исключением одного человека). Суд поставил под сомнение показания Роберта и Иана Стюарта, которые ранее служили в Маунт-Вернонской бригаде Ольстерских добровольческих сил, но затем отреклись от ольстерских лоялистов — их обвинили в фальсификации показаний и доказательств. Отдельные обвинения в адрес Хэддока в убийстве Джона Харбинсона всё ещё сохраняли свою силу до 5 декабря 2012, когда дело было окончательно закрыто. Тем не менее, полиция продолжила расследование убийства, получив право повторно возбудить в отношении Хэддока уголовное дело.